# Дольф Зігглер
Ніколас Теодор «Нік» Немет (англ. Nicholas Theodore "Nick" Nemeth, рід. 27 липня 1980) - американський професійний реслер, відомий під ім'ям Дольф Зігглер (англ. Dolph Ziggler). 22-ий Чемпіон Потрійної Корони. Немет підписав контракт розвитку з WWE в 2004 році, після чого був направлений в Ohio Valley Wrestling (OVW). У 2005 році він виступав на бренді Raw як помічник Чаво Герреро під час його гіммік Кервін Уайт. Після цього Немет був повернений в OVW, де приєднався до Spirit Squad, яка в січні 2006 року виграла пояс командних чемпіонів світу на Raw, а в листопаді того ж року повернулася на OVW. У вересні 2007 року Немет був переведений в Florida Championship Wrestling (FCW), де сформував команду з Бредом Алленом. Він повернувся на Raw у вересні 2008 року.Таким чином, на даний момент Немет є колишнім командним чемпіоном світу, дворазовим командним чемпіоном FCW, чемпіоном світу у важкій вазі, інтерконтинентальним чемпіоном, а також чемпіоном США WWE. З 15 липня 2012 року - Містер «Money in the Bank» (переможець Money in the Bank (2012)). Покинув WWE у 2023 році і виступає, переважно, на незалежній сцені під своїм укороченим ім'ям Нік Немет.

### Чемпіон США і інші фюди (2011—2012)

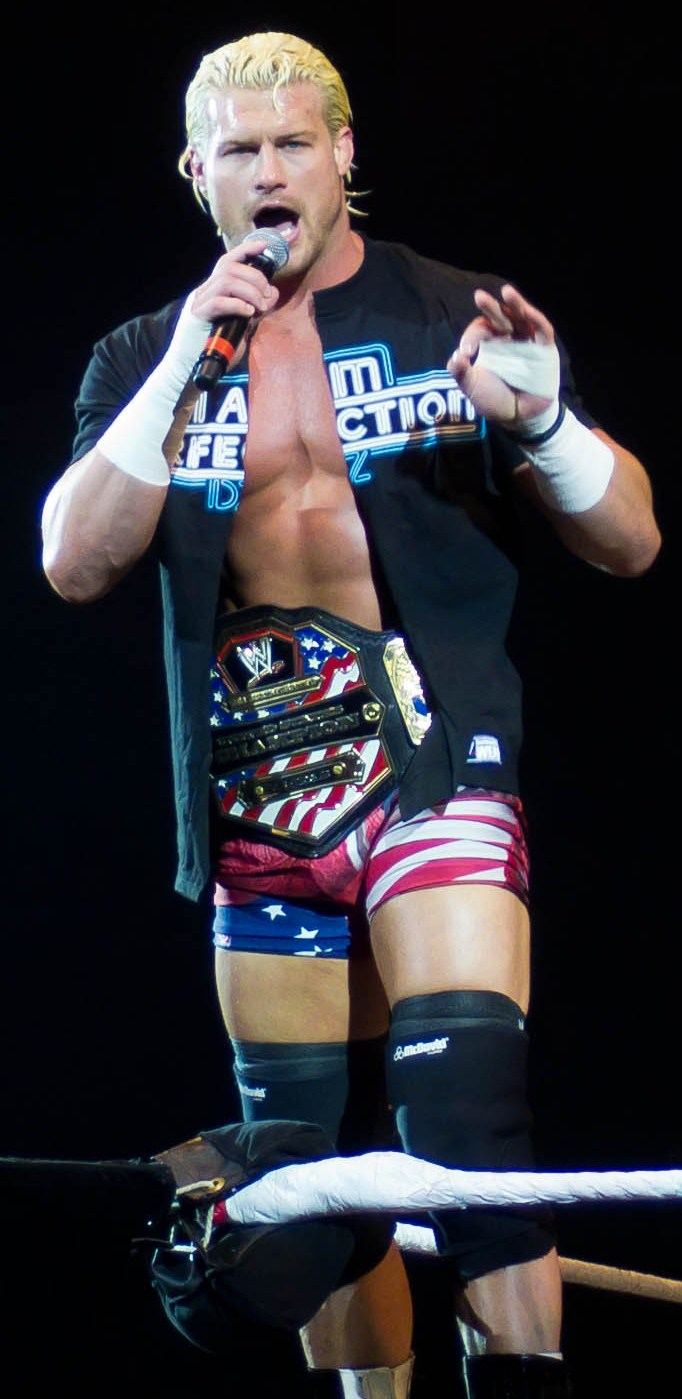
Дольф Чемпіон США в 2011 році

7 березня 2011 з'явився на щотижневому випуску Monday Night RAW. Умови були такими, що якщо Дольф виграє кваліфікаційний матч, то буде офіційно прийнятий на червоний бренд. У тому матчі Зігглер переміг Джона Моррісона. Але на Реслманії XXVII разом з Лей-Кул програв йому, Снукі і Тріш Стратус. На Capitol Punishment (2011) відібрав титул Чемпіона Сполучених Штатів WWE у Кофі Кінгстона. На наступному Raw в матчі-реванші програв по дискваліфікації, завдяки чому зберіг титул. Пізніше у Дольфа розв'язався конфлікт з Джеком Сваггером, який почав надавати знаки уваги Віккі Герреро, менеджеру Дольфа. Їх суперництво за увагу Віккі прийняло серйозні масштаби. На Night of Champions (2011) Зігглер захищав свій титул США відразу від трьох претендентів: Джека Сваггера, Алекса Райлі і Джона Моррісона. Сваггер майже виграв матч, провівши коронний пауербомб на Моррісон, але як тільки Джек взявся за утримання, Зігглер відкинув його в кут рингу, сам утримав Моррісона і зберіг титул.
Віккі зуміла переконати Джека і Дольфа працювати разом під її керівництвом. На Hell in a Cell (2011) Зігглер і Сваггер намагалися стати Командними Чемпіонами WWE, але програли Кофі Кінгстон у і Евану Борну. Також Зігглер зумів нацькувати на себе Мейсона Раяна, а також розв'язати ф'юд з асистентом ген. менеджера SmackDown! Заком Райдером. Дольф і Джек добилися ще одного шансу на командне чемпіонство. На Vengeance (2011) вони знову воювали проти AirBoom. Але крім цього Теодор Лонг призначив Дольфу ще й чемпіонства Сполучених Штатів від Зака Райдера. На PPV Зігглер і Сваггер знову програли AirBoom, після чого Зігглеру відразу ж довелося ще й захищати свій титул. Але за допомогою Сваггер Дольф зумів перемогти Райдера і захистити чемпіонство. На Survivor Series (2011) Дольф замінив Крістіана в командному поєдинку на вибування. А перед цим Зігглер провів бій проти Джона Моррісона, де здобув впевнену перемогу, захищаючи титул Чемпіона Сполучених Штатів. Таким чином, Дольф вже друге ППВ поспіль брав участь у двох боях. На TLC: Tables, Ladders & Chairs (2011) програв Заку райдер титул чемпіона США, який утримував 5 місяців.
Через 2 тижні, на шоу Raw, він переміг СМ Панка в спеціально призначеному Gauntlet матчі, вийшовши другим (перший суперник Панка - Джек Сваггер - був утриманий після коронного GTS від чинного чемпіона) тим самим, ставши претендентом № 1 на титул чемпіона WWE.На Royal Rumble програв бій за титул чемпіона WWE проти СМ Панка в матчі зі спеціальним рефері - Джоном Лаурінайтісом. Панк, повністю домінував в матчі, провів два GTS Дольфу, після чого успішно утримав його. На цьому ж ППВ Зігглер був задіяний ще раз. Він вийшов в Королівській битві під номером 18, в цілому залишивши приємне враження. Був вибитий двадцять шостий за рахунком. Таким чином, він втретє за півроку брав участь на одному pay-per-view в двох матчах. На Elimination Chamber (2012) був вибитий Крісом Джеріко.
На PPV Wrestlemania 28 був в команді Джона Лаурінайтіса. Команда виграла після Skull Crushing Finale Міза на Заке Райдері.Після цього Дольф сконцентрувався на командних боях в парі з Джеком Сваггером, але вони програвали бій за боєм, один за іншим, в тому числі і за командне чемпіонство на Over the Limit (2012). Після нескінченних поразок в їх команді почався розлад відносин. Дольф звинувачував Джека у всіх невдачах, в той час як Джек - Дольфа. Потім став виступати поодинці і на Raw 18 червня бився з Джеком Сваггер, Крістіаном і Великим Калі у матчі на вибування за тайтл-шот претендента на титул Чемпіона Світу у важкій вазі (чинний на той момент претендент № 1 Альберто Дель Ріо отримав струс мозку і не міг виступати). Переміг у битві, утримавши Крістіана і свого партнера по команді - Джека Сваггера. На No Way Out (2012) програв бій за чемпіонство, але повністю домінував у матчі.

### Містер «Money in the Bank»; Чемпіон світу у важкій вазі (2012 — теперішнє)

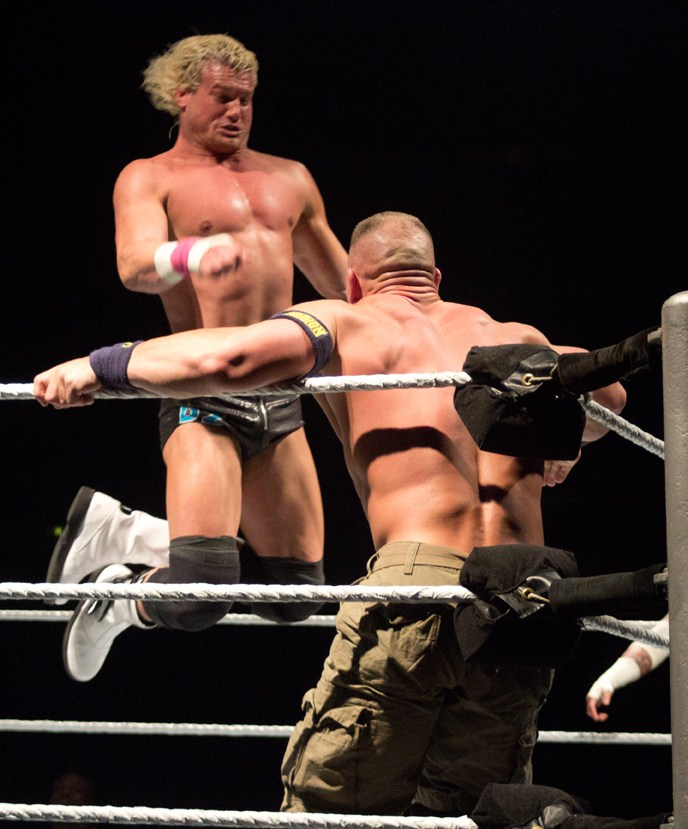
Дольф Зігглер і Джон Сіна

15 липня переміг у Money in the Bank (2012) за право боротися проти Чемпіона світу у важкій вазі. У цей же день він спробував перевести в готівку валізу, але цього так і не сталося, так як чемпіон вирубав його до гонгу. На SummerSlam (2012) зазнав повної поразки від Кріса Джеріко. Але просто так з цим не змирився. На RAW від 20 серпня пройшов матч «Контракт проти Контракту» між Крісом Джеріко і Дольфом Зігглером. Умови бою були такі: якщо Кріс виграє цей матч, він отримує кейс від SmackDown!, Який тримає Дольф, але якщо Кріс програє, то він покидає WWE. Цей напружений і відповідальний для обох реслерів матч виграв Дольф Зігглер - Кріс покинув WWE.
Зустрівся з Ренді Ортоном в рамках ППВ шоу Night of Champions (2012). Зігглер домінував більшу частину матчу, показуючи відмінний реслінг, але в кінцевому рахунку попався на фірмовий RKO від Ортона, після чого бій завершився на користь останнього. На Survivor Series (2012) брав участь у традиційному командному поєдинку 5 на 5 з вибуванням, як капітан команди. Крім Зігглера в команду увійшли: Альберто Дель Ріо, Вейд Барретт, Девід Отонга і Деміен Сендоу. Команда Зігглера здобула перемогу над командою Міка Фолі (Ренді Ортон, Міз, Кофі Кінгстон, Кейн і Деніел Браян). В кінці Дольф утримав Ренді Ортона, чим забезпечив перемогу своїй команді. До грудня ворогує відразу на 3 фронти: проти Джона Сіни, Ренді Ортона і Міза. Особливо гостро розвивається ф'юд з Сіною, з яким, Зігглер і проведе бій на TLC: Tables, Ladders & Chairs (2012). Якщо Дольф виграє, то збереже свій кейс Money in the Bank, якщо ж програє, то валізку перейде Джону. Зігглер зриває з гачка свій кейс, тим самим зберігаючи його. Потім, за сюжетом, завів стосунки з Ей Джей Лі. На наступному тижні Show Off знову зробив спробу перевести в готівку свій чемодан на поваленому Біг Шоу, але йому завадив Джон Сіна, який напав на Дольфа. 7 січня, на черговому випуску Raw, Зігглер був заявлений учасником Королівської битви, більше того, під першим або другим номером (перебуваючи в немилості у Вікі Герреро - генерального менеджера Monday Night RAW).
На Royal Rumble (2013) вийшов в Королівській битві під номером 1. Його першим опонентом, до загального здивування і захоплення, став Кріс Джеріко - його недавній непримиренний ворог. По закінченні 48 хвилин Дольф вдалося викинути Джеріко. Сам був вибитий Шеймусом, 28 за рахунком, після фірмового Brogue Kick від кельта. Протримався довше всіх, провівши на рингу без малого 50 хвилин. На Elimination Chamber 2013 з допомогою Біг І Ленгстона переміг Кофі Кінгстона. Потім Зігглер прийняв виклик команди Hell No (Кейн і Деніел Браян) на поєдинок на Реслманії 29, але за умови, що на кону будуть пояса Командних чемпіонів WWE, але програв.

## Особисте життя
Немет захоплюється реслінгом з п'ятирічного віку, коли він відвідав шоу в «Колізеї Річфільда», а у віці 12 років вирішив стати професійним реслером. Його молодший брат Раян Немет, виступає в одному з регіональних дивізіонів WWE і бере участь в шоу NXT під ім'ям Брайля Пірс Немет закінчив Державний університет Кента, де вивчав політологію До підписання контракту з WWE він проживав в Фініксі, Аризона і вступив до Університету штату Аризона. Підтримує дружні стосунки з колишньому товаришем по Spirit Squad Майклом Брендлі, з яким знімав разом квартиру у Флориді до кінця 2008 року Після цього він повернувся назад у Фінікс. У підкасті Colt Cabana's Art of Wrestling він розповів, що вибрав ім'я Дольф, так як так звали його діда, а його друг запропонував взяти Зігглер як прізвище.

## У реслінгу
- Завершальні прийоми
  - Jumping Russian legsweep
  - Leaping reverse STO
  - Sleeper hold
  - Zig Zag (Jumping reverse bulldog)
  - Superkick
- Коронні прийоми
  - Dropkick
  - Fireman’s carry gutbuster
  - German suplex
  - Jumping elbow drop
  - Leg drop bulldog
  - Scoop powerslam
  - Sitout facebuster
- Прізвища
  - «The Natural»
  - «Show Off»
  - «The #Heel»
  - «Mr. Money in the Bank»
- Менеджери
  - Кервін Уайт
  - Кейтлін
  - Вікі Герреро
  - Джек Сваггер
- Музикальні теми
  - «Never Thought My Life Could Be This Good» (Jim Johnston) (19 вересня, 2005 — листопад 2005)
  - «I Am Perfection» (Jim Johnston і Cage 9) (26 червень, 2009 — 18 липень, 2011

## Титули і Нагороди
- Florida Championship Wrestling
  - FCW Florida Tag Team Championship (2 рази) — з Бредом Аленом (1), з Гавіном Спіром (1)
- Pro Wrestling Illustrated 
  - PWI ставить його під № 50 в списку 500 найкращих реслерів 2010 року
  - PWI ставить його під № 16 у списку 500 найкращих реслерів 2012 року
- World Wrestling Entertainment
  - Чемпіон світу у важкій вазі
  - Інтерконтинентальний чемпіон WWE (6 разів)
  - Чемпіон США WWE (2 рази)
  - Командний чемпіон світу (1 раз)
  - Командний чемпіон SmackDown (1 раз)
  - Командний чемпіон RAW (2 рази)
  - Чемпіон Потрійної Корони
  - Mr. Money in the Bank 2012 від SmackDown

| Ставка                     | Переможець    | Переможений  | Місце              | Дата           | Зауваження                                                  |
| -------------------------- | ------------- | ------------ | ------------------ | -------------- | ----------------------------------------------------------- |
| Контракт Money in the Bank | Дольф Зігглер | Кріс Джеріко | Фресно, Каліфорнія | 20 серпня 2012 | Матч — Контракт Money in the Bank проти WWE контракту       |
| Контракт Money in the Bank | Дольф Зігглер | Джон Сіна    | Бруклін, Нью-Йорк  | 16 грудня 2012 | Поєдинок один на один з драбинами за кейс Money in the Bank |